# Liberale Partij (Zuid-Korea)

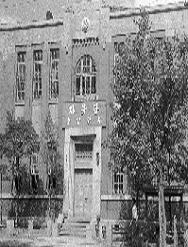
Liberale Partij

De Liberale Partij van Korea (LP) was een Zuid-Koreaanse politieke partij. De LP was de partij van president Syngman Rhee, die van 1948 tot 1960 de scepter zwaaide over Zuid-Korea. De LP 'won' tussen 1948 en 1960 alle parlementsverkiezingen in Zuid-Korea.
De LP werd gesteund door de christelijke bevolking van Zuid-Korea, de middenklasse en de nationalisten.
Na de val van Syngman Rhee in 1960 verdween de partij van het politieke toneel.